# Antonio De Blasio
Antonio De Blasio (maďarsky De Blasio Antonio; * 5. září 1955, Pécs) je maďarský diplomat, pedagog, pravicový politik, sportovní funkcionář, mezi lety 2006 až 2009 poslanec Evropského parlamentu a v letech 2013 až 2019 maďarský konzul v chorvatském Osijeku.

## Biografie
Narodil se v roce 1955 ve městě Pécs v tehdejší Maďarské lidové republice do národnostně smíšené italsko–maďarské rodiny. V mládí byl nadějným sportovcem. Absolvoval cisterciácké gymnázium (A Ciszterci Rend Nagy Lajos Gimnáziuma), poté v letech 1974 až 1978 studoval učitelství angličtiny a ruštiny na Pécsské univerzita, později na Szegedi Tudományegyetem ve Szegedu. Pracoval jako tlumočník v obuvním závodu v Szigetváru. Mezi lety 1981 až 1984 vyučoval na cisterciáckém gymnáziu v Pécsi. 

### Politická kariéra
V průběhu pádu komunismu v Maďarsku se stal členem Fiatal Demokraták Szövetsége (Fidesz), za který byl v prvním svobodných komunálních volbách roku 1990 zvolen zastupitelem města Pécs. V komunálních volbách v roce 1994 byl zvolen zastupitelem župy Baranya. V komunálních volbách roku 1998 byl znovu zvolen zastupitelem města Pécs. 
V létě roku 2006 převzal europoslanecký mandát po zemřelém Istvánu Pálfim, který vykonával až do následujících eurovoleb v roce 2009.
Od roku 2013 působil jako maďarský konzul v chorvatském Osijeku, a to až do roku 2019.

## Soukromý život
Je ženatý, jeho manželska pracuje jako kosmetička. Mají dvě děti: dcera Roberta je psycholožkou, syn Domenico je profesionálním vodním pólistou ze Pécsi VSK.